# NGC 7655
NGC 7655 ist eine linsenförmige Galaxie vom Hubble-Typ S0 im Sternbild Inder. Sie ist schätzungsweise 168 Millionen Lichtjahre von der Milchstraße entfernt.
Das Objekt wurde am 24. Juli 1835 von John Herschel entdeckt.